# Остров Святой Елены (Квебек)
Остров Святой Елены (фр. Île Sainte-Hélène) — остров в реке Святого Лаврентия, на территории города Монреаль. Он расположен к юго-востоку от острова Монреаль; является частью архипелага Ошлага. Канал Ле-Мойн отделяет его от острова Нотр-Дам. Остров Святой Елены и остров Нотр-Дам вместе составляют парк Жан-Драпо.
В 1611 году Самюэль де Шамплен назвал остров в честь его жены Элен де Шамплен. С 1665 года остров принадлежал семье Ле-Мойн, а в 1818 году он был куплен британским правительством. В результате Англо-американской войны на острове были построены форт, пороховой склад и блокгауз для обороны города.

## История
Канадское правительство приобрело остров в 1870 году, а в 1874 году он был преобразован в общественный парк. Жители города использовали его как пляж.
Во время Второй мировой войны на острове Святой Елены был расположен лагерь для военнопленных. Тюрьма Святой Елены, как и большинство других военных тюрем Канады, была безымянной и имела номер сорок семь. В этом лагере военнопленными были в основном итальянцы и немцы. Заключенные были принуждены к каторжному труду, который включал в себя земледелие и лесозаготовку. К 1944 году лагерь должен был быть закрыт.
Архипелаг, частью которого является остров Святой Елены, был выбран местом проведения Всемирной выставки 1967 года. В ходе подготовки к выставке остров был значительно расширен и объединен с несколькими близлежащими островами, используя землю, вырытую во время строительства Монреальского метро. Соседний остров, остров Нотр-Дам, был построен с нуля.
После выставки остров продолжал использоваться в качестве ярмарочной площади. Большая часть выставочных установок была демонтирована, и остров был возвращен в парковую зону.

## Достопримечательности
На острове находится несколько достопримечательностей, в том числе Музей Стюарта, парк развлечений La Ronde, Биосфера и водный комплекс, который включает в себя три бассейна. Парк является местом отдыха для жителей Монреаля и часто проводит концерты и шоу, в том числе Международный конкурс фейерверков и ежегодный музыкальный фестиваль Osheaga.
Летом, по воскресеньям, любители электронной музыки могут насладиться живыми выступлениями во время мероприятия Piknic Elektronic.

## Галерея
- План острова, 1928 год
- Пикник на Острове Святой Елены, 1938 год
- Отдых на пляже, 1938 года
- Человек, скульптура Александра Колдера
- Музей Стюарта[англ.]
- Биосфера
- Башня на острове